# Clare Douglas
Clare Douglas (Ipswich, 1944. február 21. – Saint-Malo, 2017. július 9.) brit filmvágó.

## Filmjei

### Mozifilmek
- Secret Friends (1991)
- A szerelem filozófiája (The Misadventures of Margaret) (1998)
- Véres vasárnap (Bloody Sunday) (2002)
- A Way of Life (2004)
- A United 93-as (United 93) (2006)

### Tv-filmek
- Tom Brown's Schooldays (1971)
- Emma (1972)
- Premiere (1977–1979)
- Thank You, Comrades (1978)
- Az áruló (Tinker Tailor Soldier Spy) (1979)
- Smiley népe (Smiley's People) (1982)
- The Aerodrome (1983)
- A Perfect Spy (1987)
- The Happy Valley (1987)
- Christabel (1988)
- Blackeyes (1989)
- Lipstick on Your Collar (1993)
- Karaoke (1996)
- Cold Lazarus (1996)
- Big Women (1998)
- The Murder of Stephen Lawrence (1999)
- Az elfelejtett herceg (The Lost Prince) (2003)
- Barátok és krokodilok (Friends & Crocodiles) (2005)
- Gideon lánya (Gideon's Daughter) (2005)
- A titkok háza (Joe's Palace) (2007)
- Nyomasztó múlt (Capturing Mary) (2007)

### Tv-sorozatok
- Az Onedin család (The Ondedin Line) (1972, egy epizód)
- Dial M for Murder (1974, egy epizód)
- Ki vagy, doki? (Doctor Who) (1976, négy epizód)
- Brensham People (1976, két epizód)
- A Life at Stake (1978, egy epizód)
- Play for Today (1980, egy epizód)
- BBC2 Playhouse (1981, egy epizód)
- Tenko (1981–1982, három epizód)
- Arena (TV Series documentary) (1982, dokumentum-sorozat, egy epizód)
- Screenplay (1986, 1990, két epizód)
- Screen Two (1986, 1994, két epizód)
- For the Greater Good (1991, három epizód)
- Kavanagh QC (1995, két epizód)
- Family Money (1996)
- Monarch of the Glen (2000, négy epizód)